# 吴炳经
吴炳经，安徽盱眙人，是一名清朝政治人物。
吴炳经曾于1865年接替韩佩金任奉贤县知县一职，1866年由萧廷珍接任。